# K-League de 1996
A Korean Super League de 1996 foi a 14º edição da principal divisão de futebol na Coreia do Sul, a K-League. A liga começou em março e terminou em novembro de 1996. 
Nove times participaram da liga: Daewoo Royals, Pohang Atoms, Suwon Samsung Bluewings, Bucheon Yukong, Anyang LG Cheetahs, Ulsan Hyundai Horang-i, Chunnam Dragons, Jeonbuk Dinos e o Cheonan Ilhwa Chunma.
O Ulsan Hyundai Horang-i foi o campeão pela primeira vez.